# Tour de France 1954
41. Tour de France rozpoczął się 8 lipca w Amsterdamie, a zakończył 1 sierpnia 1954 roku w Paryżu. W klasyfikacji generalnej zwyciężył po raz drugi z rzędu Francuz Louison Bobet. W klasyfikacji górskiej najlepszy był Hiszpan Federico Bahamontes, w punktowej Szwajcar Ferdi Kübler, a w klasyfikacji drużynowej zwyciężyła Szwajcaria.

## Drużyny
- Francja
- Holandia
- Belgia
- Hiszpania
- Szwajcaria
- Luksemburg Mixte[1]
- Nord-Est/Centre
- Ouest
- Sud-Est
- Île-de-France
- Sud-Ouest

## Etapy
| Etap | Data       | Trasa                       | Dystans     | Zwycięzca         | Lider wyścigu  |
| ---- | ---------- | --------------------------- | ----------- | ----------------- | -------------- |
| 1    | 8 lipca    | Amsterdam – Brasschaat      | 216 km      | Wout Wagtmans     | Wout Wagtmans  |
| 2    | 9 lipca    | Beveren – Lille             | 255 km      | Louison Bobet     | Wout Wagtmans  |
| 3    | 10 lipca   | Lille – Rouen               | 219 km      | Marcel Dussault   | Wout Wagtmans  |
| 4 A  | 11 lipca   | Rouen – Circuit des Essarts | TTT 10,4 km | Szwajcaria        | Louison Bobet  |
| 4 B  | 11 lipca   | Rouen – Caen                | 131 km      | Wim van Est       | Louison Bobet  |
| 5    | 12 lipca   | Caen – Saint-Brieuc         | 224 km      | Ferdi Kübler      | Louison Bobet  |
| 6    | 13 lipca   | Saint-Brieuc – Brest        | 179 km      | Dominique Forlini | Louison Bobet  |
| 7    | 14 lipca   | Brest – Vannes              | 211 km      | Jacques Vivier    | Louison Bobet  |
| 8    | 15 lipca   | Vannes – Angers             | 190 km      | Fred De Bruyne    | Wout Wagtmans  |
| 9    | 16 lipca   | Angers – Bordeaux           | 343 km      | Henk Faanhof      | Wout Wagtmans  |
| 10   | 18 lipca   | Bordeaux – Bajonna          | 202 km      | Gilbert Bauvin    | Wout Wagtmans  |
| 11   | 19 lipca   | Bajonna – Pau               | 241 km      | Stan Ockers       | Wout Wagtmans  |
| 12   | 20 lipca   | Pau – Bagnères-de-Luchon    | 161 km      | Gilbert Bauvin    | Gilbert Bauvin |
| 13   | 21 lipca   | Bagneres-de-Luchon – Tuluza | 203 km      | Fred De Bruyne    | Gilbert Bauvin |
| 14   | 22 lipca   | Tuluza – Millau             | 225 km      | Ferdi Kübler      | Louison Bobet  |
| 15   | 23 lipca   | Millau – Le Puy-en-Velay    | 197 km      | Dominique Forlini | Louison Bobet  |
| 16   | 24 lipca   | Le Puy-en-Velay – Lyon      | 194 km      | Jean Forestier    | Louison Bobet  |
| 17   | 25 lipca   | Lyon – Grenoble             | 182 km      | Lucien Lazaridès  | Louison Bobet  |
| 18   | 27 lipca   | Grenoble – Briançon         | 216 km      | Louison Bobet     | Louison Bobet  |
| 19   | 28 lipca   | Briançon – Aix-les-Bains    | 221 km      | Jean Dotto        | Louison Bobet  |
| 20   | 29 lipca   | Aix-les-Bains – Besançon    | 243 km      | Lucien Teisseire  | Louison Bobet  |
| 21 A | 30 lipca   | Besançon – Épinal           | 134 km      | François Mahé     | Louison Bobet  |
| 21 B | 30 lipca   | Épinal – Nancy              | ITT 72 km   | Louison Bobet     | Louison Bobet  |
| 22   | 31 lipca   | Nancy – Troyes              | 216 km      | Fred De Bruyne    | Louison Bobet  |
| 23   | 1 sierpnia | Troyes – Paryż              | 180 km      | Robert Varnajo    | Louison Bobet  |

## Liderzy klasyfikacji po etapach
| Etap                 | Zwycięzca            | Klasyfikacja generalna | Klasyfikacja punktowa | Klasyfikacja górska | Klasyfikacja drużynowa |
| -------------------- | -------------------- | ---------------------- | --------------------- | ------------------- | ---------------------- |
| 1                    | Wout Wagtmans        | Wout Wagtmans          | Wout Wagtmans         | brak                | Holandia               |
| 2                    | Louison Bobet        | Wout Wagtmans          | Wout Wagtmans         | brak                | Francja                |
| 3                    | Marcel Dussault      | Wout Wagtmans          | Gilbert Bauvin        | brak                | Francja                |
| 4A                   | Szwajcaria           | Louison Bobet          | Gilbert Bauvin        | brak                | Francja                |
| 4B                   | Wim van Est          | Louison Bobet          | Gilbert Bauvin        | brak                | Francja                |
| 5                    | Ferdi Kübler         | Louison Bobet          | Gilbert Bauvin        | brak                | Francja                |
| 6                    | Dominique Forlini    | Louison Bobet          | Ferdi Kübler          | brak                | Szwajcaria             |
| 7                    | Jacques Vivier       | Louison Bobet          | Ferdi Kübler          | brak                | Szwajcaria             |
| 8                    | Fred De Bruyne       | Wout Wagtmans          | Ferdi Kübler          | brak                | Szwajcaria             |
| 9                    | Henk Faanhof         | Wout Wagtmans          | Ferdi Kübler          | brak                | Szwajcaria             |
| 10                   | Gilbert Bauvin       | Wout Wagtmans          | Ferdi Kübler          | brak                | Szwajcaria             |
| 11                   | Stan Ockers          | Wout Wagtmans          | Ferdi Kübler          | Federico Bahamontes | Szwajcaria             |
| 12                   | Gilbert Bauvin       | Gilbert Bauvin         | Ferdi Kübler          | Federico Bahamontes | Szwajcaria             |
| 13                   | Fred De Bruyne       | Gilbert Bauvin         | Ferdi Kübler          | Federico Bahamontes | Szwajcaria             |
| 14                   | Ferdi Kübler         | Louison Bobet          | Ferdi Kübler          | Federico Bahamontes | Szwajcaria             |
| 15                   | Dominique Forlini    | Louison Bobet          | Ferdi Kübler          | Federico Bahamontes | Szwajcaria             |
| 16                   | Jean Forestier       | Louison Bobet          | Ferdi Kübler          | Federico Bahamontes | Szwajcaria             |
| 17                   | Lucien Lazaridès     | Louison Bobet          | Ferdi Kübler          | Federico Bahamontes | Szwajcaria             |
| 18                   | Louison Bobet        | Louison Bobet          | Ferdi Kübler          | Federico Bahamontes | Szwajcaria             |
| 19                   | Jean Dotto           | Louison Bobet          | Ferdi Kübler          | Federico Bahamontes | Szwajcaria             |
| 20                   | Lucien Teisseire     | Louison Bobet          | Ferdi Kübler          | Federico Bahamontes | Szwajcaria             |
| 21A                  | François Mahé        | Louison Bobet          | Ferdi Kübler          | Federico Bahamontes | Szwajcaria             |
| 21B                  | Louison Bobet        | Louison Bobet          | Ferdi Kübler          | Federico Bahamontes | Szwajcaria             |
| 22                   | Fred De Bruyne       | Louison Bobet          | Ferdi Kübler          | Federico Bahamontes | Szwajcaria             |
| 23                   | Robert Varnajo       | Louison Bobet          | Ferdi Kübler          | Federico Bahamontes | Szwajcaria             |
| Klasyfikacja końcowa | Klasyfikacja końcowa | Louison Bobet          | Ferdi Kübler          | Federico Bahamontes | Szwajcaria             |

## Klasyfikacje
|     | Zawodnik        | Zespół          | Czas         |
| --- | --------------- | --------------- | ------------ |
| 1.  | Louison Bobet   | Francja         | 140h 06' 05" |
| 2.  | Ferdi Kübler    | Szwajcaria      | +15' 49"     |
| 3.  | Fritz Schär     | Szwajcaria      | +21' 46"     |
| 4.  | Jean Dotto      | Sud-Est         | +28' 21"     |
| 5.  | Jean Malléjac   | Ouest           | +31' 38"     |
| 6.  | Stan Ockers     | Belgia          | +36' 02"     |
| 7.  | Louis Bergaud   | Sud-Ouest       | +37' 55"     |
| 8.  | Vincent Vitetta | Sud-Est         | +41' 14"     |
| 9.  | Jean Brankart   | Belgia          | +42' 08"     |
| 10. | Gilbert Bauvin  | Centre/Nord-Est | +42' 21"     |

|    | Zawodnik              | Zespół        | Punkty |
| -- | --------------------- | ------------- | ------ |
| 1. | Federico Bahamontes   | Hiszpania     | 95     |
| 2. | Louison Bobet         | Francja       | 53     |
| 3. | Richard Van Genechten | Belgia        | 45     |
| 4. | Jean Le Guilly        | Île-de-France | 38     |
| 5. | Jean Dotto            | Sud-Est       | 33     |

|    | Zawodnik      | Zespół     | Punkty |
| -- | ------------- | ---------- | ------ |
| 1. | Ferdi Kübler  | Szwajcaria | 215,5  |
| 2. | Stan Ockers   | Belgia     | 284,5  |
| 3. | Fritz Schär   | Szwajcaria | 286,5  |
| 4. | Wim van Est   | Holandia   | 502,5  |
| 5. | Louison Bobet | Francja    | 513    |

| Poz. | Kraj       | Czas         |
| ---- | ---------- | ------------ |
| 1.   | Szwajcaria | 420h 29' 57" |
| 2.   | Francja    | +18' 27"     |
| 3.   | Belgia     | +32' 19"     |
| 4.   | Holandia   | +1h 09' 00"  |
| 5.   | Sud-Est    | +1h 13' 37"  |